# بازآرایی بروک
بازآرایی بروک(به انگلیسی: Brook rearrangement) در شیمی آلی گونه‌ای از واکنش بازآرایی است که در آن یک گروه اورگانوسیلیل یا یک اتم هیدروژن که با اتم اکسیژن پیوند کووالانسی برقرار کرده، جابجا می‌شوند.این واکنش در حضور یک باز صورت می‌پذیرد و محصول آن یک سیلیل اتر است.این واکنش نخستین بار توسط شیمیدان کانادایی آدریان گیبس بروک کشف گردید.